# マリー・ヴァレリー・フォン・エスターライヒ
マリー・ヴァレリー・マティルデ・アマーリエ・フォン・エスターライヒ（ドイツ語: Marie Valerie Mathilde Amalie von Österreich, 1868年4月22日 - 1924年9月6日）は、オーストリア皇帝フランツ・ヨーゼフ1世と皇后エリーザベトの三女。

## 生涯
ハンガリーのゲデレー宮殿で生まれた。姉ギーゼラや兄ルドルフ皇太子とは違い、母エリーザベトが手元で育てた子供で、一番愛情を注いだ娘である。ハンガリーでは天の恵みと見なされ、「ゲデレーの王女さま」と呼ばれた。もし男児だった際には、聖王イシュトヴァーン1世にちなみ「シュテファン（イシュトヴァーン）」と名付けるよう決められていたという。
1890年、ハプスブルク家の一族であるオーストリア＝トスカーナ大公フランツ・ザルヴァトール（トスカーナ大公国の君主レオポルド2世の孫）とバート・イシュルの教会で結婚式を挙げ、ヴァルゼー城に移住した。2人の間には10人の子供が生まれた。困った人や貧しい村人に援助したり、病院や救貧院を開設したりして、地元の住民から「ヴァルゼーの天使」と呼ばれて慕われた。
母エリーザベトの死後、遺産の5分の2とウィーンにあったヘルメスヴィラを相続したが、1918年のオーストリア革命後にハプスブルク法を受諾し、皇室用財産を真っ先に放棄した。1924年に癌のため、56歳で死去した。

## 子女
- エリーザベト・フランツィスカ・マリー・カロリーネ・イグナティア（1892年 - 1930年）

- フランツ・カール・ザルヴァトール・マリー・ヨーゼフ・イグナツ（1893年 - 1918年）

- フーベルト・ザルヴァトール・ライナー・マリア・ヨーゼフ・イグナティウス（1894年 - 1971年）
- ヘートヴィヒ・マリア・インマクラータ・ミヒャエラ・イグナティア（1896年 - 1970年）
- テオドール・ザルヴァトール（1899年 - 1978年）
- ゲルトルート・マリア・ギーゼラ・エリーザベト・イグナティア（1900年 - 1962年）
- マリア・エリーザベト・テレーゼ・フィロメナ・イグナティア（1901年 - 1936年）
- クレメンス・ザルヴァトール・レオポルト・ベネディクト・アントニウス・マリア・ヨーゼフ・イグナティウス（1904年 - 1974年）
- マティルデ・マリア・アントニア・イグナティア（1906年 - 1991年）
- アグネス（1911年）